# シスター・プリンセス RePure
『シスター・プリンセス RePure』（シスター・プリンセス リピュア）は、2002年10月2日から同年12月25日までテレビ東京系列局6局で放送されたテレビアニメ。全13話。

## 概要
メディアワークス刊『電撃G'sマガジン』連載の読者参加企画『シスター・プリンセス』から派生したメディアミックス作品の1つで、同企画を原作とするテレビアニメとしては第2作目となる。メディアワークス創立10周年記念作品でもある。
本作は、「ストーリーズパート（Story's Part）」と「キャラクターズパート（Character's Part）」と呼ばれる全く別傾向の2作品をそれぞれ15分ごとに分けて放送する、二部構成のアニメ放送枠として制作された（最終回の第13話のみストーリーズパートを30分フルで放送）。脚本は両パートとも、あみやまさはるが担当した。映像の横縦比は、アニメ第1作目の『シスター♥プリンセス』では4:3のスタンダードサイズだったが、本作はストーリーズパート・キャラクターズパートともに映像の上下に黒帯が付加するレターボックス形式16:9比で制作されている。
関連商品として、メディアワークス刊『月刊コミック電撃大王』で連載された漫画化作品や、後にマーベラスエンターテイメントから発売されたゲームボーイアドバンス用ソフトなどが存在する。
正式タイトルは「シスター・プリンセス RePure」と後半が英文表記だが、一部メディアでは「シスタープリンセス リピュア」とカタカナ表記されている（UMD版ソフトなど）。

### ストーリーズ
翼多（つばた）市と呼ばれる海に面したトラムの走る街で、家庭の事情により兄と離れて暮らす12人の妹たちの日常のエピソードを、街の広場にある古びた時計台の謎を織り交ぜながら描いている。ストーリー上では前作との関連性は無いように見受けられるが、前作オリジナルの登場人物の一部の再登場や天使のオルゴール、2度目のクリスマス（回想シーンでの服装が前作で使われたものと同じ）など、前作を髣髴とさせる要素がある。また、前作では毎回12人全員が登場し、全編を通して12人全員に最低でも1話はスポットが当たっていたのに対し、本作では一部の回を除き12人全員が揃わないエピソードがほとんどであり、スポットが当たる妹も全員ではない（一部の妹が複数回、スポットが当たる）という構成になっている。下田屋つばめが監督を務めた。
主題歌はオープニング・エンディングともにcan/gooが、作中で流れるBGMはI'veが担当した。しかし、BGMの多くはI'veの外注スタッフであるwataが手掛けたものである。

### キャラクターズ
原作単行本『キャラクターコレクション』各巻に収録されているエピソードから1話を拠り抜き、独自のアレンジを加えながら映像作品にしたものである。元の『キャラクターコレクション』が12人全員のエピソードを巻ごとにまとめたものなので、当然ながらこちらは12人全員にスポットが当たっている。宮﨑なぎさが監督と、一部の回の絵コンテ・演出を務めた。
制作テーマを「マイフィルム」とし、各回の主要スタッフ（絵コンテ・演出・作画監督）がほぼ毎回入れ替わるアンソロジー方式を採用した。結果として、担当したスタッフの作風が濃く出たものとなり、また『キャラクターコレクション』を原作としていたこともあり、原作ファンから高い評価を受けた。
オープニングテーマ、エンディングテーマ、BGMは、全て作詞・作曲・歌を岡崎律子が担当した。オープニングテーマ「A Girl in Love」はオンエア版では放送されず、各種映像ソフトで追加された。キャラクターズDVD-BOX版では岡崎が、単巻DVDでは各回の主人公である妹の担当声優が歌唱している。なお、「A Girl in Love」の音源は、岡崎によるショートサイズ版がキャラクターズDVD-BOX同梱のCDに、堀江由衣（咲耶 役）が歌ったフルサイズ版が堀江の4thアルバム『楽園』に収録されているが、岡崎によるフルサイズ版、声優によるショートサイズ版、堀江以外の声優によるフルサイズ版は音源化されていない。

## スタッフ
「ストーリーズ」・「キャラクターズ」共通の主要スタッフ
- 製作総指揮 - 大月俊倫
- 企画 - 佐藤辰男
- シリーズ構成 - あみやまさはる
- キャラクターデザイン - 新田靖成
- 編集 - 田熊純
- 音響監督 - 千葉繁
- 音楽制作 - スターチャイルドレコード
- 音楽協力 - テレビ東京ミュージック
- 録音スタジオ - OPレクイエムスタジオ
- 音響制作 - オムニバスプロモーション
- アニメーション制作 - ZEXCS
- 制作協力 - ガンジス
- 製作 - プリピュア製作委員会、メディアワークス、キングレコード、読売広告社

「ストーリーズ」スタッフ
- 監督 - 下田屋つばめ
- 音楽 - I've

「キャラクターズ」スタッフ
- 監督 - 宮﨑なぎさ
- 音楽 - 岡崎律子
- サウンドトラック編曲 - 光宗信吉
- エンディングテーマ編曲 - 村山達哉

## 主題歌
「ストーリーズ」
オープニングテーマ「まぼろし」
歌 - can/goo
エンディングテーマ「君と生きていく」
歌 - can/goo
挿入歌「Merry Very X'mas」
作詞 - 有森聡美 / 作曲 - 湯川徹 / 歌 - シスタープリンセス
「キャラクターズ」
オープニングテーマ「A Girl in Love」
作詞・作曲 - 岡崎律子
- オンエア版では放送されず、映像メディアにのみ収録。BOX版DVDでは岡崎が、単巻版DVDでは各話登場キャラクターの声優が、それぞれ歌を担当している。

エンディングテーマ
「lyric」（#1）
「素顔」（#2）
「Sweet dreams」（#3）
「それはあたしの心なの」（#4）
「笑顔にはかなわない」（#5）
「reminiscence」（#6）
「Magie」（#7）
「Be happy,please!」（#8）
「春の歓び」（#9）
「守りたい人がいて」（#10）
「いっしょにたべよう」（#11）
「Romantic connection」（#12）
- 作詞・作曲・歌はすべて岡崎律子が担当。

## 各話リスト
「ストーリーズ」
第1話から第12話までのタイトルバックは時計台のレリーフに対応しており、レリーフにはそれぞれ次のようなタイトルが付けられている（第8話・第9話は英語、それ以外はドイツ語）。前作のアニメの舞台となったプロミストアイランドと思しき島や、同じく前作に登場したキャラクター・プロトロボが描かれているレリーフもあり、前作との間の何らかの関連性を覗わせている。
| 話数 | サブタイトル              | 脚本           | 絵コンテ     | 演出                    | 作画監督                                |
| ---- | ------------------------- | -------------- | ------------ | ----------------------- | --------------------------------------- |
| 1    | ハートデイズ              | あみやまさはる | 下田屋つばめ | 下田屋つばめ            | 新田靖成                                |
| 2    | 秘密の花園…なの!          | 滝晃一         | 島津奔       | 松浦錠平                | 大河原晴男                              |
| 3    | マロンの誘惑              | 佐藤勝一       | 破荒汰       | 山口武志                | 服部憲知                                |
| 4    | えへへ…お泊まりの日です。 | 彩乃小路       | しまづ聡行   | 山口武志                | 服部憲知                                |
| 5    | 流れる星につきぬ願いを    | 佐藤勝一       | 水無月弥生   | 水無月弥生              | 柳瀬雄之                                |
| 6    | あにぃとボクのマグカップ  | 佐藤勝一       | 島津奔       | 東町奉行                | 柳瀬雄之                                |
| 7    | 魔法の言葉                | 佐藤勝一       | 破荒汰       | 成田歳法                | 波風立流                                |
| 8    | 面会日なのです!           | 佐藤勝一       | 成田歳法     | 成田歳法                | 小林一三                                |
| 9    | そばにいるよね…アニキ     | 下田屋つばめ   | 東町奉行     | 東町奉行                | 柳瀬雄之                                |
| 10   | 運命の赤い糸              | 彩乃小路       | 大原実       | 東町奉行                | 三好和也                                |
| 11   | 思い出の宝箱              | 滝晃一         | 駒井一也     | 山口武志                | 小林一三                                |
| 12   | お兄さまのレストラン      | 佐藤勝一       | 駒井一也     | 山口武志                | 波風立流                                |
| 13   | ピュアクリスマス          | あみやまさはる | 島津奔       | 下田屋つばめ 水無月弥生 | 新田敏成 今井武志 大河原晴男 三宅雄一郎 |
「キャラクターズ」
| 話数 | サブタイトル | 原作でのサブタイトル       | 脚本           | 絵コンテ   | 演出       | 作画監督   |
| ---- | ------------ | -------------------------- | -------------- | ---------- | ---------- | ---------- |
| 1    | 可憐         | 可憐ちゃんとロケットの秘密 | あみやまさはる | 保戸木知恵 | 山名隆史   | 小島正士   |
| 2    | 衛           | サッカーをやる時は…        | あみやまさはる | 吉野真一   | 吉野真一   | 吉野真一   |
| 3    | 亞里亞       | サーカスが来た日           | あみやまさはる | 林明美     | 林明美     | 林明美     |
| 4    | 雛子         | ピヨちゃんと雨降りカエル   | あみやまさはる | 田頭しのぶ | 田頭しのぶ | 田頭しのぶ |
| 5    | 花穂         | ピッカピッカの赤いくつ     | あみやまさはる | 小島正士   | 山名隆史   | 小島正士   |
| 6    | 鈴凛         | 東風が吹いたら             | あみやまさはる | 柴田由香   | 柴田由香   | 柴田由香   |
| 7    | 千影         | 金色の果実                 | あみやまさはる | 追崎史敏   | 追崎史敏   | 追崎史敏   |
| 8    | 四葉         | 壊れたユニコーン           | あみやまさはる | 大地丙太郎 | 大地丙太郎 | 山本佐和子 |
| 9    | 春歌         | 揺れる想いを短冊に…        | あみやまさはる | 平松禎史   | 平松禎史   | 平松禎史   |
| 10   | 鞠絵         | お天気のいい日は…          | あみやまさはる | 宮崎なぎさ | 宮崎なぎさ | 山本佐和子 |
| 11   | 白雪         | マダムの訓え               | あみやまさはる | 大竹紀子   | 大竹紀子   | 大竹紀子   |
| 12   | 咲耶         | ホーリーウエディング       | あみやまさはる | 長濱博史   | 長濱博史   | 長濱博史   |

## 放送局
本作はテレビ東京系列局6局で放送された。うち、テレビ北海道・テレビせとうち・TVQ九州放送の3局では前作『シスター♥プリンセス』は未放送で、本作が初の放送作品となった。逆に、前作を放送した奈良テレビ・テレビ和歌山・南海放送の3局では本作は放送されなかった。
| 放送地域       | 放送局         | 放送期間                 | 放送日時           | 系列           |
| -------------- | -------------- | ------------------------ | ------------------ | -------------- |
| 関東広域圏     | テレビ東京     | 2002年10月2日 - 12月25日 | 水曜 24:55 - 25:25 | テレビ東京系列 |
| 北海道         | テレビ北海道   | 2002年10月2日 - 12月25日 | 水曜 25:25 - 25:55 | テレビ東京系列 |
| 愛知県         | テレビ愛知     | 2002年10月2日 - 12月25日 | 水曜 25:25 - 25:55 | テレビ東京系列 |
| 大阪府         | テレビ大阪     | 2002年10月2日 - 12月25日 | 水曜 26:05 - 26:35 | テレビ東京系列 |
| 岡山県・香川県 | テレビせとうち | 2002年10月2日 - 12月25日 | 水曜 25:50 - 26:20 | テレビ東京系列 |
| 福岡県         | TVQ九州放送    | 2002年10月2日 - 12月25日 | 水曜 26:15 - 26:45 | テレビ東京系列 |

## 作品収録メディア

### 日本国内版
日本国内ではキングレコードから以下の収録メディアが発売されている。第1作との合本メディアについては、シスター・プリンセス#作品収録メディアを参照。
シスター・プリンセス 〜リピュア〜 ストーリーズ
2003年2月 - 同年6月発売、DVD全4巻・VHS全5巻
シスター・プリンセス 〜リピュア〜 キャラクターズ
2003年6月 - 2004年2月発売、DVD-BOX全1巻・DVD全12巻

### 日本国外版
日本国外ではe-kids社から同作品の香港・台湾版『妹妹公主』収録メディアが発売されている。
妹妹公主 Re Pure 故事篇
2003年発売、DVD全3巻・VCD全4巻
ストーリーズパートの香港・台湾版。
妹妹公主 Re Pure 人物篇
2003年発売、DVD全3巻・VCD全3巻
キャラクターズパートの香港・台湾版。

## オンエア版とDVD収録版の相違点
「ストーリーズ」
- 前作『シスター♥プリンセス』と同様に、DVD収録版では作画の手直しが入った箇所が多数ある。
- オンエア版にあったオープニングの最後の提供クレジット箇所（可憐が卓上に置いたオブジェが内部で雪を降らせるシーン）はDVD収録版では省略されている。
- 逆に、DVD収録版では第12話のエンディングで上空から雪が降るなど、オンエア版には無かった新たな演出が追加されている箇所もある。
- エンディングの直後に表示されていたキャラクターズパートへの繋ぎのアイキャッチはDVDにも収録されているが、その回のキャラクターズパートに登場する妹によるナレーションは無く、効果音に差し替わっている。

「キャラクターズ」
- オンエア版ではストーリーズパートのオープニングが放送枠そのもののオープニングだったため、キャラクターズパートは全話ともにオープニングが無かったが、DVD収録版ではオープニングが追加されている。
- 逆に、オンエア版にあった提供クレジットおよびキャラクターズパート内の1カットを使用したエンドカードはDVDには収録されていない。

## 関連商品

### CD
まぼろし（can/goo）
- まぼろし
- 君と生きていく

シスター・プリンセス 〜リピュア〜 サウンド オブ ストーリーズパート
2002年12月発売（キングレコード）
シスター・プリンセス 〜リピュア〜 キャラクターズ エンディング集アルバム「12人のエンディング」
2003年2月発売（キングレコード）
シスター・プリンセス&シスター・プリンセスRePure X'mas Song Collection
2003年12月発売（キングレコード）
シスター・プリンセス RePure キャラクターズBOX 特典サウンドトラックCD
前述のキャラクターズのDVD-BOXに同梱。岡崎版「A Girl in Love」および各話のBGMを収録。

### 書籍
全てメディアワークスから発売。
Dセレクション シスター・プリンセス 〜リピュア〜 完全ビジュアルブック ストーリーズ
2003年3月発売、ISBN 4-8402-2353-X
Dセレクション シスター・プリンセス 〜リピュア〜 完全ビジュアルブック キャラクターズ
2003年6月発売、ISBN 4-8402-2354-8
電撃文庫 シスター・プリンセス RePure セレクション
2002年11月発売、ISBN 4-8402-2217-7
『キャラクターコレクション』全12巻中24話（うち12話は本作キャラクターズパートでアニメ化されたエピソード）を再録。
電撃コミックス シスター・プリンセス 〜リピュア〜
作画 - 森嶋プチ、『月刊コミック電撃大王』連載、2004年4月27日初版、ISBN 4-8402-2676-8
内容はアニメ版『リピュア』のストーリーズパートに準じている。

### PC用ソフト
マーベラスエンターテイメントから発売。
シスター・プリンセス〜リピュア〜 デスクトップアクセサリー
2003年2月発売、Windows 95 - Windows XP対応

## ゲーム
ゲームボーイアドバンス対応ソフト。プレイステーション版『Sister Princess 2』の発売日と同じく、2003年3月20日にマーベラスエンターテイメントより発売された。
ゲームのシナリオは、アニメ版のストーリーズパートをベースにしている。1回目のプレイは可憐シナリオ固定で、2回目以降のプレイで他の11人のシナリオが選択可能になる（さらに隠しシナリオも有り）。アニメ版で展開された話の後日談的なシナリオも存在する。画面左には妹の「ドキ度」（好感度）が8段階で表示されており、プレイヤーの選択肢によって上下するこの数値によってエンディングが変化する場合がある。エンディングは妹ごとに2種類から4種類ずつ存在する。
開発時には、キャラクターズパートのCGを使用したスクリーンショットが雑誌などに掲載されていたが、発売時には咲耶・千影・春歌以外の妹のシナリオをクリアした時に「ごほうび画像」として2枚のCGのうち1枚がアルバムに追加されるのみとなった。なお、千影のごほうび画像は別の手段で追加することができるが、咲耶・春歌のごほうび画像は収録されていない。
千影の占い
千影シナリオの終盤で「占い」イベントが発生する場合がある。千影の質問（7問）に答えて行くと、プレイヤーと相性の良い妹を教えてもらえる。
雑記
プレイヤー名を入力せずに「決定」を押してゲームをスタートすると、デフォルトで「わたる」という名前が与えられる。この名前は、アニメ第1作目『シスター♥プリンセス』の主人公・海神航の下の名前の読みと同じである。他にも、アニメ版『リピュア』では主に妹の視点で語られていたストーリーが、本作では全シナリオ通して兄の視点から描かれているといった違いがある。